# Hiện tượng quan sát thấy UFO ở Thái Lan
Hiện tượng quan sát thấy UFO ở Thái Lan đã được ghi nhận từ đầu thế kỷ 14.

## Trước đó
Hiện tượng quan sát thấy UFO từng được ghi lại trong biên niên sử Thái Lan có tiêu đề "Traibhumikatha: câu chuyện về ba mặt phẳng tồn tại" "Chak Kaeo" (tiếng Thái: จักรแก้ว; Crystal  Chakram) dưới thời trị vì của Vua Lithai (พญาลิไท; 1347–1368) của Vương quốc Sukhothai. UFO được xác định là "vũ khí bay" giúp vua Sukhothai chiến thắng trong trận chiến.

## Thế kỷ 20
Tiến sĩ Debhanom Muangman, cựu trưởng khoa Y tế Công cộng, Đại học Mahidol và là cựu sinh viên Đại học Harvard, tuyên bố có mối liên hệ với người ngoài hành tinh sau khi một thực thể thuộc chủng “Xám” bước chân vào phòng ngủ của ông ở Si Yan, Bangkok. Vào thập niên 1950, ông sang Mỹ du học và cho biết chính mắt mình đã nhìn thấy đĩa bay trên bầu trời New Hampshire. Ông tiếp tục nghiên cứu các hiện tượng huyền bí, bao gồm ma quỷ, linh hồn, trải nghiệm tâm linh và tái sinh. Ông hiện là chủ tịch của Hiệp hội Nghiên cứu Tâm lý học Thái Lan (สมาคมค้นคว้าทางจิตแห่งประเทศไทย). Ông tuyên bố rằng ở kiếp trước mình từng sinh ra trên Sao Hỏa và được đặt tên là "Peerati". Thông qua việc tiếp xúc với người ngoài hành tinh bằng thần giao cách cảm thông qua thiền định, ông kể lại rằng những người ngoài hành tinh thân thiện với ông được đặt tên là "Eddie", một người thuộc Sao Diêm Vương và "Parasital", một người Sao Hỏa.
Ngoài ra, có một nhóm ở tỉnh Nakhon Sawan tự gọi mình là "Nhóm Khao Kala" (กลุ่มเขากะลา). Khao Kala là ngọn núi thấp ở khu vực Ban Pu Ta Ching, tiểu khu Phra Non, huyện Mueang Nakhon Sawan, tọa lạc tại tiểu khu Khao Kala thuộc huyện Phayuha Khiri. Họ tin rằng nơi này là cánh cổng không gian. Nhóm này được Thượng sĩ Cherd Chuensamnaun (จ่าสิบเอก เชิด ชื่นสำนวน), một quân nhân về hưu tập hợp vào đầu tháng 12 năm 1997. Ông tuyên bố đã tiếp xúc với người ngoài hành tinh thông qua thiền định, nhưng ông qua đời vào năm 2000. Các con gái của ông vẫn tiếp tục công việc của cha mình, dẫn đầu là Somjit Raepeth (สมจิตร แร่เพชร), con gái lớn của Chuensamnaun. Họ đã liên hệ với Tiến sĩ Muangman trong cuộc hội thảo lần thứ 2 của Hiệp hội Nghiên cứu Tâm lý học Thái Lan được tổ chức tại Đại học Ramkhamhaeng vào giữa tháng 12 năm 1997. Các cuộc hội thảo này đều được tổ chức hàng năm kể từ năm 1996 và khẳng định là họ đã liên lạc định kỳ với UFO hoặc người ngoài hành tinh, chẳng hạn như liên lạc với UFO xuất hiện trên bầu trời tỉnh Sing Buri vào ngày 3 tháng 1 năm 1998 trước cặp mắt quan sát của hàng nghìn người.
Về phần bà Raepeth, trước đây bà đã từng làm y tá. Ban đầu, bà không tin vào UFO hay người ngoài hành tinh. Nhưng bà đã thay đổi thái độ sau khi cho biết mình từng nhìn thấy một UFO bay lơ lửng trên nhà mình, như cha bà đã chỉ ra trước đó. Sau đó, bà bỏ nghề y tá để chuyên tâm vào công việc đặc biệt này.
Kể từ đó, họ đã sử dụng Khao Kala như một trung tâm nhằm tiếp xúc với người ngoài hành tinh thông qua thiền định hoặc thực hành pháp theo phong cách Phật giáo. Có nhiều người tham gia hoạt động này gồm cả người dân địa phương và người ngoài. Do đó, nơi này nổi tiếng là điểm quan sát thấy UFO của Thái Lan hay Khu vực 51 của Thái Lan.

## Thế kỷ 21
Đầu năm 2016, có bản tin gây tiếng vang trong dư luận nước này. Hội thảo này được tổ chức vào ngày 20 và liên quan đến việc tiếp xúc với người ngoài hành tinh qua điện thoại di động của Tiến sĩ Muangman. lời nói giao tiếp hiện ra như giọng nói của một người phụ nữ nói thứ ngôn ngữ không ai hiểu nổi. Giọng nói của một người phụ nữ khác, mà Tiến sĩ Muangman khẳng định là giọng nói của người ngoài hành tinh, đang đóng vai trò thông dịch viên và phiên dịch viên trong nhóm người ngoài hành tinh. Vấn đề này đã trở thành một vấn đề gây tranh cãi trong xã hội Thái Lan. Nhiều người tỏ ra hoài nghi và ngờ vực vụ việc.
Vào giữa tháng 8 năm 2019, một bản tin cho biết đã nhận được một tin nhắn tại Trung tâm Thiền Khao Kala, Khao Kala, đến từ cư dân trên Sao Diêm Vương. Tin tức này đã gây ra sự chỉ trích rộng rãi là không đáng tin cậy và nhiều người tin rằng đó là một trò lừa đảo, ngay cả chính Tiến sĩ Muangman. Người dẫn kênh tuyên bố rằng cư dân Sao Diêm Vương đã truyền tải một thông điệp cảnh báo về một thảm họa trong tương lai gần. Câu chuyện này rẽ sang một hướng mới khi hàng chục cảnh sát và kiểm lâm xông vào núi Khao Kala để xác định liệu Trung tâm Thiền Khao Kala, do một nhóm tín đồ UFO điều hành, có đang lấn chiếm khu vực rừng hay không. Cảnh sát cũng đưa ra lệnh triệu tập Charoen Raepeth (เจริญ แร่เพชร), chồng của Somjit Raepeth và là chủ đất của trung tâm thiền định này.
Người đứng đầu tiểu khu Khao Kala, nói rằng hầu hết những người sống trong khu vực này đều không phải là tín đồ UFO hay người ngoài hành tinh, và hầu hết những người theo dõi đều đến từ bên ngoài thị trấn.
Theo ý kiến của Komkrit Uitekkeng, một nhà thần học của Đại học Silpakorn, vấn đề này là sự pha trộn giữa niềm tin vào hồn ma, thần thánh, người ngoài hành tinh và Phật giáo.